# 福井市足羽第一中学校
福井市足羽第一中学校（ふくいし あすわだいいちちゅうがっこう）は、福井県福井市稲津町にある中学校。通称は「足羽一中」。

## 特色

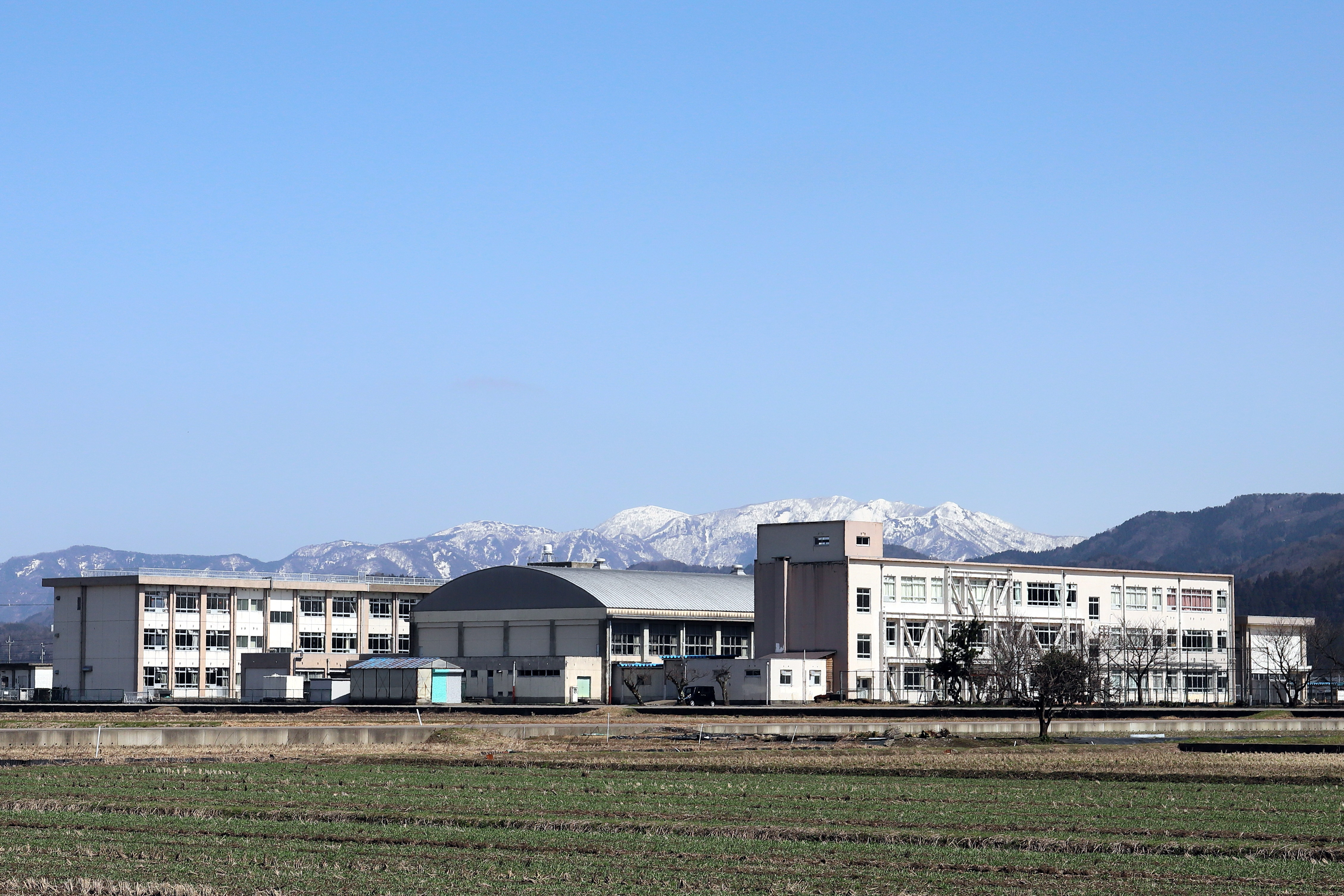
福井市足羽第一中学校 遠望

福井市南東部に位置し、足羽川が流れる田園地帯に所在する。学校の東部には福井市の特別史跡「一乗谷朝倉氏遺跡」、南部には泰澄大師を開祖とする「文殊山」がある。足羽第一中学校ナイターとして福井市がグラウンドを有料で貸出している。
「母校訪問校下一周駅伝競走大会」という、校区内の6つの出身小学校を駅伝によって訪問するという行事を昭和41年から毎年行っている。クラスで一致団結して一位を目指す母校訪問駅伝では、クラス全員が全力で取り組み、絆がより一層深まる。また、2024年度の母校訪問駅伝では、1年生のクラスが3年生3クラスに続き、一足先に経験し体力をつけている2年生などの先輩たちを差し置き、4位に入賞した。1年生が上位トップ5に入賞することは、先輩たちの間でも驚きだったようだ。

## アクセス
- 京福バス：■61系統「西大味線」で「上細江」下車徒歩8分、■62系統「東郷線」で「中島」下車徒歩8分
- JR：越美北線 足羽駅下車徒歩2分

## 部活動
陸上部は北信越中学校陸上競技大会の学校対抗部門で優勝したことがある。また、全国駅伝大会の時期のみに結成される「駅伝部」は、県中学校駅伝競走大会で優勝、“初の優勝”という素晴らしい結果を残し全国駅伝競走大会への切符を掴んだ。

### 運動部
- 卓球部
- 剣道部
- サッカー部
- テニス部
- バレーボール部
- 野球部
- 陸上部

### 文化部
- 吹奏楽部
- 美術部

## 通学区域
通学区域は以下の通りである。
| - 安波賀町 - 安波賀中島町 - 荒木町 - 荒木新保町 - 生部町 - 稲津町 - 岩倉町 - 円成寺町 - 大村町 - 鹿俣町 - 上莇生田町 - 上河北町 - 上東郷町 - 上毘沙門町 - 上細江町 - 上六条町 - 北山町 - 北山新保町 - 城戸ノ内町 - 小稲津町 | - 下莇生田町 - 下河北町 - 下東郷町 - 篠尾町 - 下毘沙門町 - 下細江町 - 宿布町 - 小路町 - 下六条町 - 成願寺町 - 浄教寺町 - 高尾町 - 田治島町 - 田中町 - 天王町 - 東郷中島町 - 東郷二ケ町 - 栂野町 - 徳光町 | - 栃泉町 - 中毘沙門町 - 西大味町 - 西新町 - 西袋町 - 東大味町 - 東新町 - 深見町 - 帆谷町(28号ﾆｭｰﾀｳﾝ文殊ｹ丘除く) - 前波町 - 南山町 - 安原町 - 脇三ケ町 |

## 進学前小学校
- 福井市文殊小学校
- 福井市上文殊小学校
- 福井市酒生小学校
- 福井市東郷小学校
- 福井市一乗小学校
- 福井市六条小学校

## 学校周辺
- 足羽駅

## 著名な出身者
- 戸田弥生（ヴァイオリニスト）